# Cola nitida
Espèce
Classification phylogénétique
Synonymes
Sterculia nitida Vent.
Cola vera K.Schum.
Bichea nitida (Vent.) Farw.

Cola nitida est un arbre de la famille des Sterculiacées (classification classique) ou des Malvacées (classification phylogénétique), originaire d'Afrique de l'Ouest tropicale.
C'est une des espèces de kolatiers qui produisent la noix de kola, au goût amer, très prisée en Afrique de l'Ouest et du Centre, pour ses vertus stimulantes et ses valeurs symboliques.
Il est aussi appelé Cola vrai ou goro au Cameroun.

## Histoire de la nomenclature
Après les premiers grands voyageurs arabes et européens, plusieurs botanistes pré-linnéens ont fait mention d'un fruit nommé Cola, très apprécié par certaines populations africaines. En 1550, le diplomate et explorateur Léon l'Africain mentionne une graine nommée Goro qui semble être la noix de cola (Cosmographia de Affrica). Le Portugais Odoardo Lopez et l'explorateur Italien Filippo Pigafetta signalent les propriétés de noix rouges sous le nom de Cola. C'est alors que le naturaliste suisse Gaspard Bauhin les décrit dans Pinax (1596) d'après le récit de Filippo Pigafetta dans Le Royaume de Congo et les contrées environnantes (1591).
Malgré ces nombreuses mentions, Linné n'a pas jugé souhaitable d'introduire de kolatiers dans Species plantarum (1753).
La première description botanique est l’œuvre de Étienne Pierre Ventenat (1757-1808) publiée dans le Jardin de Malmaison tome2, en 1803. Dans cet ouvrage superbement illustré, il décrit en détail Sterculia monosperma à partir d'un « arbre provenu de graines envoyées de l'Inde et semées depuis trois ans… Il passe l'hiver dans la serre chaude… ». Il donne ensuite une description latine de six Sterculia dont Sterculia nitida à partir de semences ramenées avec les esclaves africains aux Antilles. C'est le basionyme de l'espèce traitée ici.
En 1932, les botanistes Schott et Endlicher créent le genre Cola auquel ils rapportent l'arbre.
Étymologie: le terme de cola a été emprunté à un dialecte d'Afrique de l'Ouest le temne (Sierra Leone, Liberia) où la noix de kola se dit kla, gola ou kola.
Orthographe : les deux orthographes cola et kola (ou de même colatier et kolatier) sont valides en français.

## Description

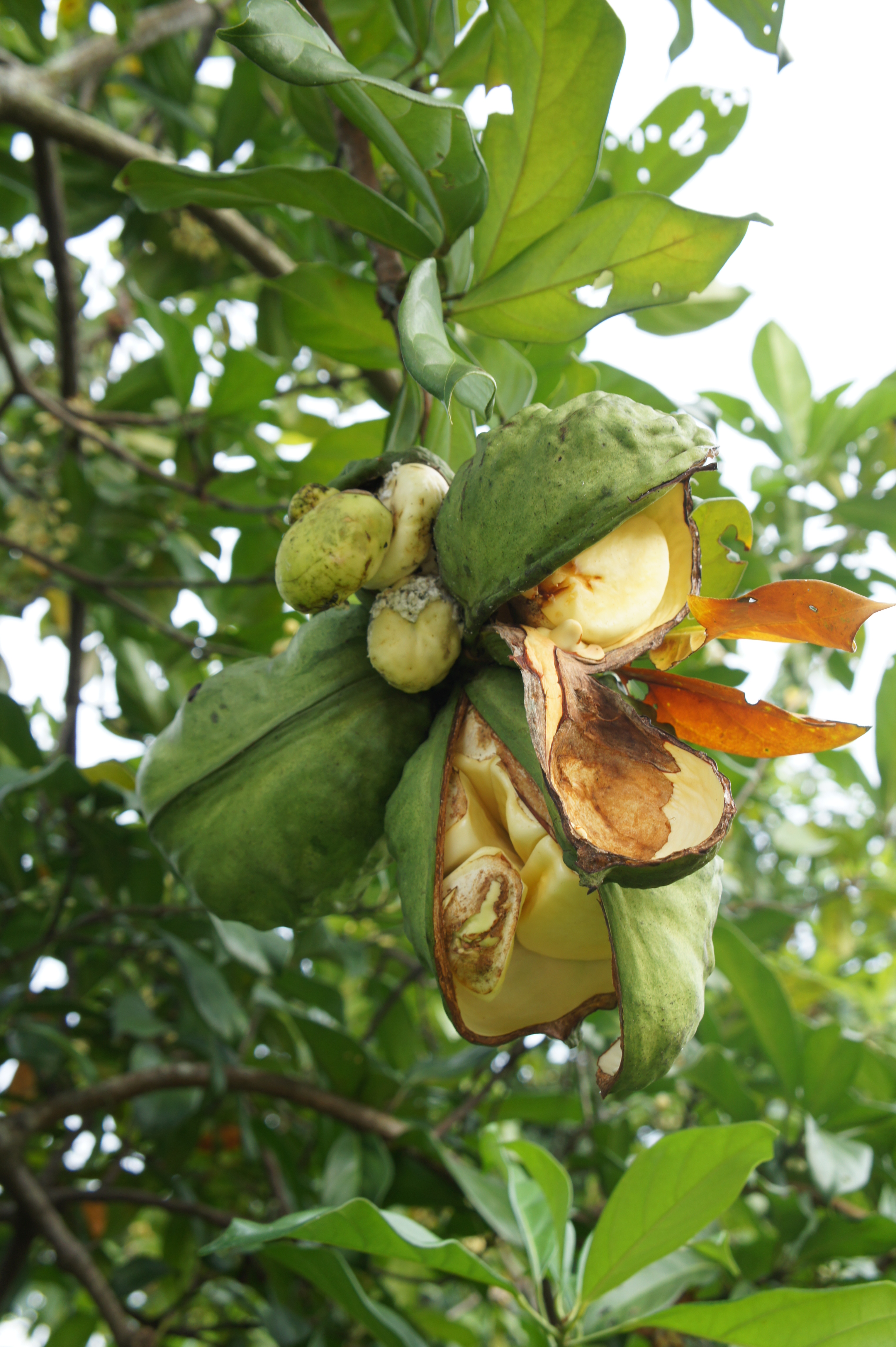
Fruit formé de plusieurs cabosses (follicules) boursoufflées contenant des noix de kola (graines)

Cola nitida est un arbre pouvant atteindre 25 m de hauteur et 50 cm de diamètre, à la cime arrondie et au fût court.
Les feuilles simples, alternes sont elliptiques rarement oblongues, obovales atteignant 33 x 12 cm, avec un apex acuminé.
Les inflorescences portent des fleurs mâles ou hermaphrodites. La fleur comporte 5-7 sépales blanchâtres ou jaunâtres, veinés de rouge et aucun pétale. Les 20 anthères sont en double couronne autour d'une colonne, avec au centre le gynécée formé de 5 à 7 carpelles, renfermant deux rangées d'ovules.
Il y a généralement une profusion de fleurs en juillet et août, au milieu de la saison des pluies, puis des floraisons sporadiques au cours de l'année, sauf en période de sécheresse. Les fruits sont mûrs quatre à cinq mois plus tard.
Le fruit est une capsule à 1-5 follicules attachés en étoiles, coriaces ou ligneux, verts à marron, boursouflés (plus que chez C. acuminata), de 10-20 cm de long, à bec bien marqué.
Il y a 1 à 10 graines par follicule, entourées d'une fine pellicule beige et sous celle-ci d'un arille blanc, entourant en général de 2 à 4 cotylédons charnus, blancs ou rouges.
Dans la langue commune, un follicule (issu d'un seul carpelle) s'appelle une « cabosse » comme pour le cacao ; on dit aussi à propos des graines que la noix de la « grande kola » (Cola nitida), de couleur blanc-jaunâtre à rouge, se divise en 2 morceaux (« kola demi ») sensiblement plan-convexes, à la différence de la noix de la « petite kola » (Cola acuminata), de couleur rose à rouge, qui se divise qu'en plusieurs morceaux (au moins 4, « kola quart »).
La récolte se fait deux fois par an.
Au Cameroun, la grande kola, mûrit entre avril et juin alors que la petite kola porte des fruits mûrs plus tardivement, entre octobre et décembre. En Côte d'Ivoire, l'entrée en production du colatier (C. nitida) intervient sur deux grandes périodes:
- la petite récolte se produit au cours des mois d'avril-mai
- la grande récolte a lieu pendant les mois d'octobre-novembre

| Clés distinctives de C. nitida et C. acuminata |                                                |                                         |
|                                                | Cola nitida                                    | Cola acuminata                          |
| Cabosse                                        | boursouflée, incurvée, verte, douce au toucher | assez droite, roux, rugueuse au toucher |
| Graines noix de kola                           | deux cotylédons                                | plus que 2 cotylédons, gén. quatre      |
| Récolte                                        | d'octobre à décembre                           | d'avril à juin                          |

## Distribution

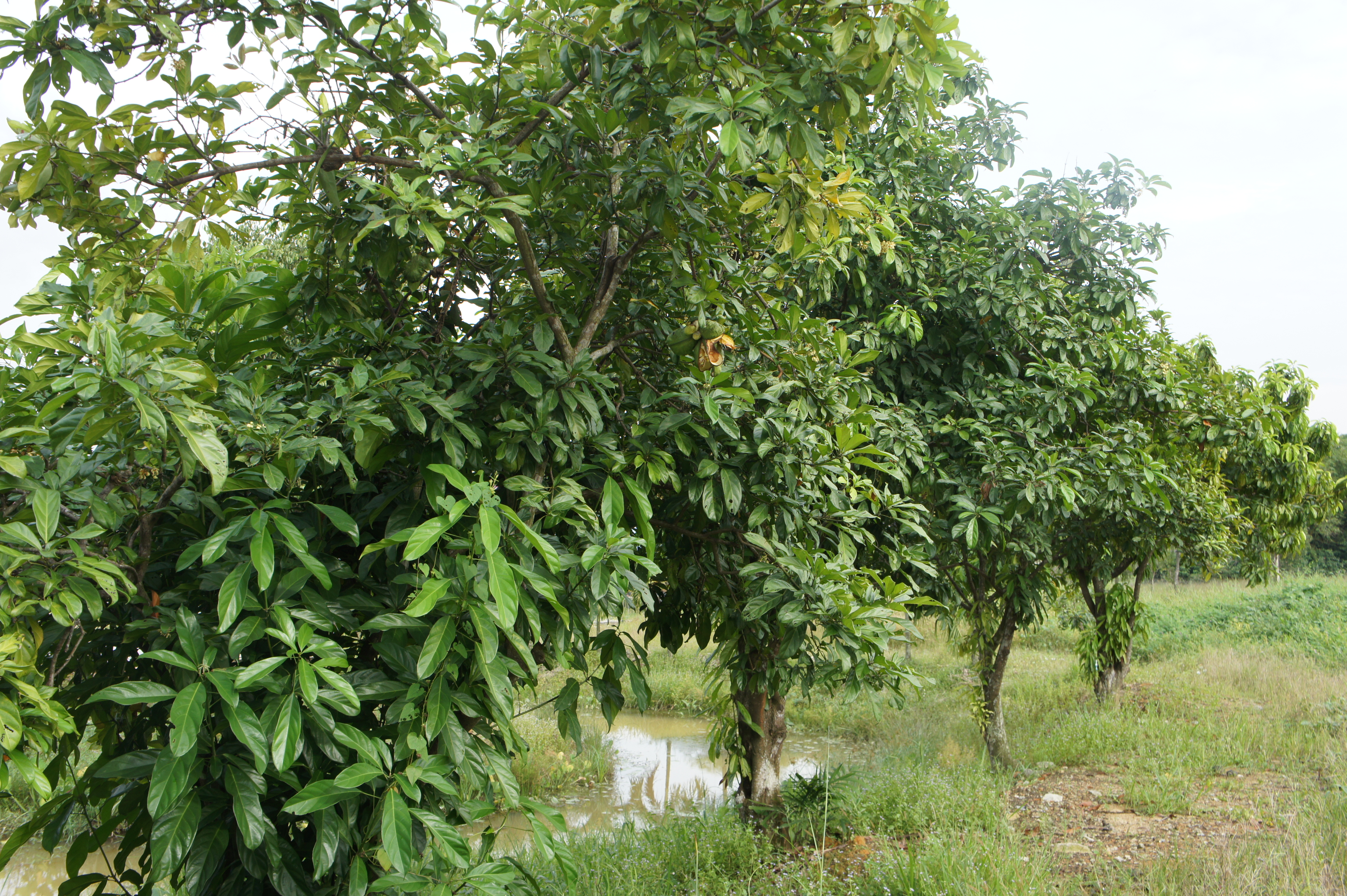
Port de l'arbre

Cola nitida est un arbre forestier originaire de l'Afrique de l'Ouest, probablement de la Côte d'Ivoire et du Ghana.
Du fait de sa culture, C. nitida s'est étendu vers l'ouest jusqu'au Sénégal et vers l'est via le Nigeria jusqu'au Cameroun et au Congo, aux alentours de 1900.
Le colatier a été introduit en Indonésie, aux Antilles, au Brésil, etc.

## Usages
Le colatier est cultivé d'abord pour ses graines, la « noix de cola », contenue à l'intérieur de la cabosse (follicule). Pour être consommée, la graine est débarrassée de son tégument.

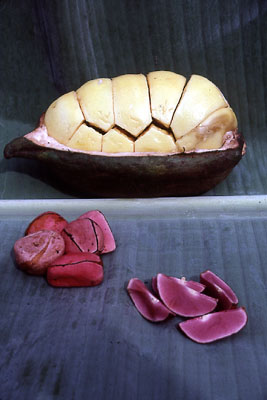
Cabosse avec ses noix à l'intérieur
Les noix débarrassées de leur tégument de couleur crème, prennent la couleur rouge (ou blanc verdâtre) et se fendent en deux cotylédons

### Composition
La noix de cola de C. nitida est plus riche en caféine (jusqu'à 3.5%) que celle de C. acuminata (2.2%). La caféine forme une association moléculaire avec des dérivés catéchiques.
Sa plus grande richesse en composés phénoliques (contenu phénolique total) lui donne un goût plus amer.
On note aussi la présence de polyphénols, surtout des flavan-3-ols: (+)-catéchol, (-)-épicatéchol et proanthocyanidols dimères du groupe B.
La noix de cola renferme
| Glucides  | Protides | Eau       | Lipides   | Matires minérales | Tanins | Fibres |
| 30 à 40 % | 8 à 12 % | 10 à 12 % | 0,6 à 8 % | 2 à 4 %           | 3 %    | 1,4 %  |

### Mastication
Les noix de cola fraiches sont mastiquées par de nombreux Africains pour leurs vertus stimulantes, et comme coupe-faim. Elles jouent aussi un rôle important dans les rites et coutumes de la vie sociale.
L'offre de quelques noix à quelqu'un est considérée comme un signe de bienveillance et de politesse. Elles accompagnent mariage, cérémonies funéraires, naissance.
Elles sont réputées aphrodisiaques.

### Médecine indigène
Les feuilles, les fruits et les racines du colatier sont utilisés comme tonique ou contre la dysenterie, la diarrhée.

### Boissons
La noix de cola entre dans la composition de boissons, vin, sirops, bonbons, chocolats et pâtisserie.
À l'origine, le coca-cola en contenait aussi . Suivant son inventeur,  Pemberton, sa boisson à l'origine « est composée d'un extrait de feuilles péruviennes de coca, du plus pur des vins et de noix de cola ». Ces temps lointains sont bien révolus. Actuellement, sous le même nom évocateur, on n'y trouve plus que de l'eau gazéifiée, du sucre, du colorant E150d, de l'acide phosphorique E338 (et une longue liste de E), de la caféine et des arômes. [réf. nécessaire]

## Culture
Les colatiers commencent à produire à l'âge de quatre ans.
Le ravageur responsable de plus de dégâts est le charançon Balanogastris kolae qui attaque fruits et noix aussi bien sur l'arbre, à terre ou pendant le stockage.
La récolte s'effectue avant que les cabosses ne commencent à s'ouvrir. Le paysan monte dans l'arbre avec un long bâton armé d'une lame pour arracher les cabosses. Il ramasse aussi les fruits tombés à terre. Le rendement moyen d’un hectare de colatiers est de 5 tonnes
L'écabossage consiste à extraire les noix de la cabosse à l'aide d'un couteau ou d'une machette.
L'étape suivante est le dépulpage: elle consiste à enlever la pulpe qui couvre les noix à l'aide d'un objet tranchant. Pour faciliter l'opération, on laisse au préalable, macérer les noix dans de l'eau pendant quelques jours.
Pour bien conserver les noix à l'état frais, elles sont traitées avec un insecticide (Décis 12.5 DC). Elles sont conservées à l'abri de la lumière, dans un panier tapissé de feuilles d'attiéké (Thaumatococcus) ou en sac plastique.